# Microcharis
Microcharis là một chi thực vật có hoa trong họ Đậu.